# Юзефин (Новоград-Волинський район)
Юзефин (Юзефін) — колишня колонія, знаходилася в Новоград-Волинському районі Житомирської області Української РСР. Була заснована біля 1815 року і входило у Піщівську волость Новоград-Волинського повіті Волинської губернії Російської імперії. Це була одна з найстаріших німецьких колоній в Україні.

## Населення
Станом на 1924 рік, кількість мешканців складала 205 осіб, з них — 39 осіб німецької національности.
Станом на 1926 рік, в колонії налічувалось 25 дворів та 121 мешканець.
Після Голодомору 1932-33 років в колонії не залишилось жодного жителя.

## Минуле
За даними науковців, контакти населення Волині та Полісся з німецькими землями відбувалися ще за часів Київської Русі. Згодом вони значно скоротилися, і активізувалися лише наприкінці XVIII ст.
Першими німецькими колоністами на Поліссі були меноніти які тікали з рідних місць від релігійних переслідувань.
Перша колонія, Скерневські Голендри, була заснована ними у Володимир-Волинському повіті. ЇЇ назва свідчить про голландське походження засновників. Слово Голендри — трансформоване «голендер, голандець» присутнє в назві багатьох поселень, переважно в західних повітах губернії. На початок XIX ст. меноніти розселились далі на схід, зокрема у Новоград-Волинський повіт, де заснували колонії Анета та Юзефін.
Кількість менонітських поселень, проте, була незначною. На 1830 р. у Волинській губернії налічувалось лише 5 колоній в яких мешкало близько 1 тис. жителів.
Починаючи з початку XIX століття Волинь стала одним із регіонів компактного проживання на теренах України німецьких переселенців, які з часом утворили численні колонії на території Новоград-Волинського повіту.
Зокрема, недалеко від Новограда-Волинського вони заснували в 1815—1816 рр. найстаріші колонії в Східній Волині — Анета та Юзефін. Колоністи, які прибували з Німеччини або Царства Польського, спершу приписувалися в цих колоніях, що дістали назву материнських, а потім розселялися на хутори, що ставали згодом дочірніми колоніями.
В часи Першої Світової Війни багато жителів села (німецького походження) були виселені вглиб Російської імперії.
В радянський період колонія належала до округ Житомирської, Волинської, районів Пищівського (07.03.1923), Ярунського (13.09.1925), сільських рад Пилиповицької (1923), Анетівської (24.03.1924).
Підлягала плановій ліквідації через будівництво Новоград-Волинського укріпленого району.
Станом на 1.10.1941 село на обліку не значиться.